# Cattedrale di Lungro
La cattedrale di San Nicola di Mira (Kryekisha e Shën Kollit in albanese), conosciuta come Kisha e Shën Kollit, è la principale chiesa dell'eparchia di Lungro, sede della Chiesa italo-albanese per la Calabria e l'Italia continentale dal 1919, che ha giurisdizione su tutte le parrocchie dei centri albanesi dell'Italia meridionale praticanti il rito bizantino.
Situata in via Mons. Giovanni Stamati nella parte mediana del centro urbano, è prospiciente la larga piazza Agostino Casini in posizione sopraelevata, dove è presente il busto di Giorgio Castriota Scanderbeg. La casa canonica è posta in via Girolamo De Rada.
La cattedrale, realizzata nel XVIII secolo dopo la distruzione della precedente, si impone per la sua vastità tra tutte le altre chiese del circondario.

## Storia
Il 21 dicembre 1722 iniziarono i lavori per la costruzione della cattedrale, dove lavorarono "maestranze napoletane", e quasi un anno dopo vennero edificate le fondazioni. Fu, nell'essenza strutturale, completata nel 1776 sulle rovine della precedente chiesa edificata nel 1547.
Nel 1822 venne aperta al culto ed elevata a cattedrale, mentre nel 1832 si concluse l'edificazione principale. È tuttavia il 1825 l'anno che segna il completamento strutturale della chiesa, per l'allestimento artistico non è possibile fissare una data precisa di ultimazione dei lavori, poiché, ancora oggi, sono in fase di esecuzione le opere musive nonché gli elementi decorativi della navata centrale e di quelle laterali del tempio. Nel 1829 l'architetto Paolo Anselmi concluse le prime decorazioni dell'interno mentre artisti di scuola napoletana affrescarono le volte; il nome di Paolo Anselmi è ben visibile sulla navata centrale in alto sull'arco insieme all'anno. Nel 1916 vennero conclusi tutti i lavori con la costruzione della torre campanaria.
Nel 1919 la cattedrale mancava, tuttavia, di significativi dettagli estetici che furono affidati all'architetto Aristide Armentano. L'architetto elaborò un primo prospetto negli anni in cui veniva istituita da papa Benedetto XV l'Eparchia di Lungro (13 febbraio 1919). Intorno al 1923 i lavori di Armentano si conclusero con la realizzazione di una nuova facciata e l'eliminazione della torre campanaria.
Nel 1955, furono avviati di adattamento dello spazio interno alle esigenze del culto bizantino che comportò la demolizione degli altari nelle navate laterali, la realizzazione dell'iconostasi e la realizzazione di mosaici e dipinti murali.

## Descrizione

### Facciata
Il prospetto esterno, rimaneggiato più volte e oggi in forme neoclassiche, è stato completato, su progetto dell'architetto Armentano, nell'anno 1922. Esso si presenta organizzato in elevazione su due ordini che vedono al livello sottostante sei lesene con capitello tuscanico delle quali, quelle centrali, proseguono oltre la trabeazione orizzontale, nella parte centrale terminando con capitelli jonici sino al frontone triangolare all'interno del quale si apre una finestra rotonda.

### Pianta
È a pianta basilicale romanico-barocca, a tre navate, con ampia abside e cupola centrale. Presenta discontinuità stilistiche dovute ai diversi architetti che edificarono il plesso. Ricca di mosaici, icone e affreschi bizantini, ha la bellezza delle strutture sacre cristiano-orientali.

### Interno

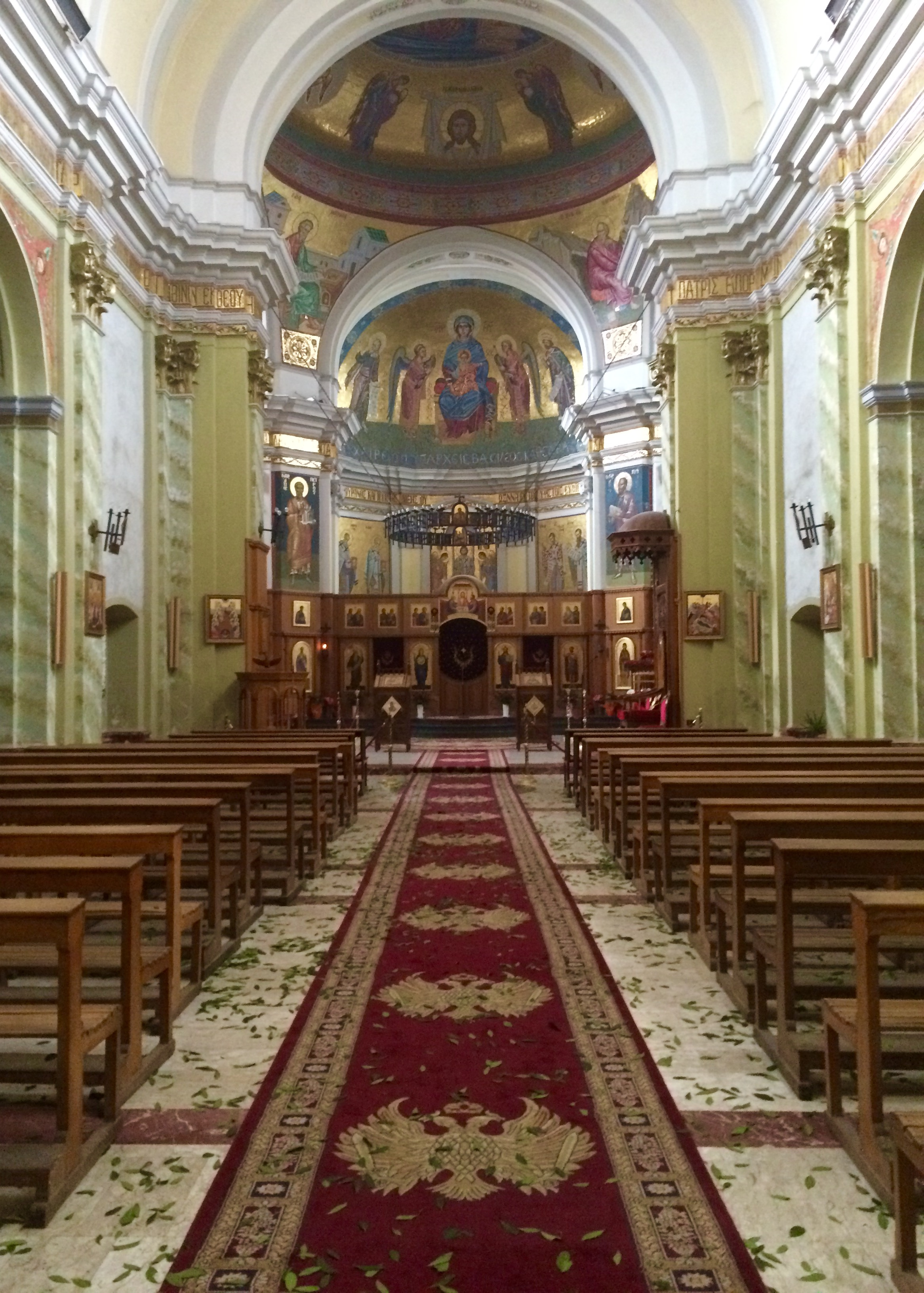
Navata centrale della cattedrale. Da notare le foglie di alloro sparse sul pavimento, tipiche del Sabato Santo

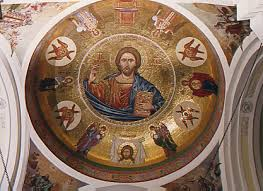
Mosaico del Cristo Pantocratore, opera di J. Droboniku (1994-1996)

Il santuario è separato dal resto della chiesa dall'iconostasi, la prima realizzata in una chiesa dopo la creazione dell'eparchia di Lungro. A partire dal 1921, dopo l'erezione dell'eparchia di Lungro, nel 1919, da parte del papa Benedetto XV, la chiesa di San Nicola di Mira, elevata a cattedrale, subisce profonde modifiche, per essere adattata alle esigenze del rito bizantino-greco. L'architettura romanico-barocca della Chiesa, pur non alterando le strutture murarie e il disegno originale dell'edificio sacro, si presta, con i suoi ampi spazi, ad essere uniformata allo spirito ed alle esigenze liturgiche della Chiesa d'Oriente.
La cattedrale dell'eparchia di Lungro, ricca di mosaici, presenta il Pantocrator che copre l'intera superficie della cupola centrale, cioè circa 120 m², che è interna e non fuoriesce dal tetto, e ha un'altezza di 18 metri. Rilevante è anche il mosaico del vasto catino dell'abside che rappresentata la Madre di Dio in trono, secondo il tipo dell'Odigitria, cioè Colei che conduce al Figlio, attorniata dagli Arcangeli Gabriele e Michele, dal Re Davide e dal Profeta Isaia. Nel tondo sovrastante è rappresentato il Cristo nella gloria. II mosaico è stato realizzato nel 1982 dal Prof. Augusto Ranocchi dell'Accademia di Belle Arti di Roma.
«Si è voluto tornare, realizzando il mosaico della Madre di Dio, nel Catino del concetto che è lo sguardo materno della Madre di Dio che accoglie il fedele, quando entra in Chiesa, per presentargli il Cristo, che siede sulle sue ginocchia. Il versetto dell'Inno Akathistos "Salve tu che sei apparsa quale trono del Re" vuole essere una spiegazione ed una interpretazione dell'immagine che rappresenta anche la Madre di Dio quale Basilissa, Regina. Il Re Davide porta in mano il cartiglio "Dalla radice di Jesse…." in riferimento alla profezia che preannunciava che dalla stirpe di Davide sarebbe nato il Messia. Il Profeta Isaia porta in mano il cartiglio con la scritta "Ecco la Vergine concepirà e partorirà un figlio…" la profezia di Isaia che annuncia il concepimento della Vergine Maria per opera dello Spirito Santo». (Archimandrita Pietro Mario Tamburi)
Il mosaico della cappella del fonte battesimale, realizzato dal pittore e mosaicista albanese Josif Droboniku, che ha eseguito il grande mosaico della cupola centrale con il Cristo Pantocratore. Dello stesso artista albanese è il mosaico del Giudizio universale, che sovrasta il portone centrale della cattedrale.
Nella sacrestia della cattedrale vi è una preziosa testimonianza dell'antica chiesa bizantina medioevale di Santa Maria delle Fonti, costituito da un frammento di affresco che raffigura santa Parasceve (XII secolo), insieme a preziose tele di scuola napoletana e statue lignee di pregevole fattura.. Le finestre del tempio e delle due navate laterali che raffigurano i profeti, rendono la cattedrale di Lungro un luogo unico in Italia dove arte bizantina e spiritualita orientale completano il prezioso mosaico del mondo italo-greco albanese. Nella navata centrale, in alto, si possono ancora ammirare i dipinti di pittura napoletana e la scritta commemorativa, in latino, all'architetto Paolo Anselmi.

#### Iconostasi
Nel 1955, durante i lavori di adattamento alle esigenze del culto bizantino, fu realizzata l'attuale iconostasi. Sulla parete dell'iconostasi, che separa lo spazio presbiteriale dall'aula, è stato rappresentato il ciclo della vita, morte e resurrezione del Cristo.

#### Navate
Le navate laterali del tempio, già affrescate da K. Tsitlavidis pittore macedone, sono state recentemente arricchite delle tele degli artisti greci T. Charalambos e T. Gregorio di Salonicco, che rispettano i canoni cromatici della tradizione bizantina. Poste sulla navata laterale sinistra, le sei tele rappresentano la vita di san Nicola di Mira, patrono di Lungro (e la stessa navata conclude con la statua del santo). Degli stessi autori sono le opere della navata laterale destra che rappresentano la vita di Gesù Cristo.

#### Porte
Di notevole fattura artistica sono le tre porte in bronzo con altorilievi realizzati con la tecnica a cera persa dallo scultore calabrese Talarico che rappresentano le scene del Vangelo.
L'ultima creazione, la porta centrale, propone le grandi feste che vedono protagonista Gesù Cristo: il Natale, il Battesimo, l'Ultima Cena, la Resurrezione, l’Annunciazione, la Presentazione al Tempio, la Trasfigurazione, la Crocifissione, l'Ascensione e la Pentecoste.
La porta laterale di destra è dedicata alla Madonna, mentre gli otto riquadri di quella di sinistra presentano alcuni degli episodi più importanti della vita di san Nicola di Mira, dalla nascita del santo alla sua consacrazione a vescovo di Mira, dalla concessione della dote a tre povere ragazze al capitano salvato dal naufragio, dalla liberazione di tre generali ingiustamente condannati a morte, fino all'esilio, alla morte e all'assunzione sul trono di San Nicola nella veste di protettore di Lungro.